# Strage di viale Lazio
La strage di viale Lazio, avvenuta a Palermo il 10 dicembre 1969, fu uno dei più cruenti regolamenti di conti della storia di Cosa nostra.

## Storia
Un commando di killer composto da uomini reclutati da varie famiglie – Salvatore Riina a dirigere le operazioni a bordo di un'automobile, Bernardo Provenzano e Calogero Bagarella della cosca di Corleone, Emanuele D'Agostino e Gaetano Grado della cosca di Santa Maria di Gesù, e Damiano Caruso della cosca di Riesi – irruppero, con addosso uniformi da militari della Guardia di Finanza, negli uffici del costruttore Girolamo Moncada in viale Lazio n. 108, a Palermo, covo del boss Michele Cavataio detto Il Cobra, capo della famiglia dell'Acquasanta ritenuto colpevole di avere scatenato la guerra fra le famiglie mafiose.
Secondo una versione dei fatti data da Antonino Calderone, fu Caruso, il più irruento del gruppo, ad aprire il fuoco per primo su due impiegati disarmati. Secondo la versione di Grado, poi divenuto pentito, a sparare sugli impiegati fu invece Provenzano. Secondo quest'ultima ricostruzione, i killer, armati di pistole, lupara e Beretta MAB 38, aprirono il fuoco sui presenti; Cavataio provò a reagire con la sua Colt Cobra, ma venne colpito più volte e cadde a terra. Provenzano, per controllare se Cavataio fosse morto o meno, gli diede un calcio ai piedi: ancora vivo, Cavataio esplose all'improvviso un colpo di pistola al petto di Bagarella, mirando poi al viso di Provenzano, ma la sua arma non aveva più munizioni. Provenzano a sua volta cercò di sparargli una raffica di mitra, ma l'arma si inceppò e allora gli fracassò il cranio con il calcio della sua Beretta, prima di finirlo definitivamente con un colpo di pistola alla testa.

## Vittime
Oltre a Calogero Bagarella e al boss Michele Cavataio, morirono tre uomini dipendenti dell'impresa: Francesco Tumminello, pregiudicato, braccio destro di Cavataio e socio-custode-guardaspalle del vecchio Girolamo Moncada, il manovale Salvatore Bevilacqua e il custode del cantiere, Giovanni Domè, completamente estranei ai fatti. Rimasero feriti Angelo e Filippo Moncada, figli del costruttore Girolamo, detto Mommo.

## I processi e le condanne

### Il primo processo
Le prime indagini sulla strage vennero dirette dall'allora giudice istruttore Rocco Chinnici e si orientarono sulla pista della speculazione edilizia: si ipotizzò inizialmente una rivalità relativa ad un'area edificabile tra Cavataio ed un altro mafioso dell'Acquasanta, Domenico Bova, che vedeva coinvolti anche il costruttore Girolamo Moncada e i figli. 
Il 30 novembre 1970 le indagini ebbero una svolta a seguito dell'arresto a Castelfranco Veneto, in provincia di Treviso, di alcuni mafiosi (Gaetano Fidanzati, Salvatore Rizzuto, Giuseppe Galeazzo, Salvatore Lo Presti) che stavano per compiere una spedizione punitiva contro Giuseppe Sirchia, vice di Cavataio, il quale si presentò dai Carabinieri e rivelò che sicuramente i quattro arrestati avevano partecipato alla strage di Viale Lazio, per poi ritrattare queste affermazioni. 
Per queste ragioni, nel 1971 il giudice Chinnici rinviò a giudizio venti imputati per associazione a delinquere (tra cui il noto boss Gerlando Alberti e i costruttori Moncada) poiché coinvolti nella speculazione edilizia e Gaetano Fidanzati, Salvatore Rizzuto, Giuseppe Galeazzo e Salvatore Lo Presti come esecutori materiali della strage. 
Il processo si aprì il 20 settembre 1972 e si concluse dopo 48 udienze nel dicembre successivo: sedici condanne per associazione a delinquere e otto assoluzioni per insufficienza di prove; Gaetano Fidanzati, Salvatore Rizzuto, Giuseppe Galeazzo e Salvatore Lo Presti vennero pure assolti con formula piena dall'accusa di aver partecipato alla strage. 

### Il nuovo processo
Nel 1999 le indagini sulla strage vennero riaperte dal pm Michele Prestipino a seguito della collaborazione con la giustizia di Gaetano Grado, ex mafioso di Santa Maria di Gesù che si autoaccusò di avervi partecipato: le sue rivelazioni, che si aggiunsero a  quelle precedenti di Tommaso Buscetta, Antonino Calderone e Francesco Di Carlo, portarono ad un nuovo processo, che si concluse il 28 aprile 2009, con la condanna all'ergastolo per Salvatore Riina e Bernardo Provenzano.